# John Boehner
John Andrew Boehner (født 17. november 1949 i Reading, Ohio) er en amerikansk republikansk politiker, der fra 2011 til 2015 var formand for Repræsentanternes Hus (Speaker of the House).
Boehner meddelte den 25. september 2015, at han agtede at træde tilbage som speaker og udtræder af kongressen i slutningen af oktober. Den politiske udvikling gjorde, at han udskød valget og forblev på posten indtil hans efterfølger kunne vælges, efter at favoritten blandt mange republikanere, Paul Ryan havde meddelt at han ikke ønsker posten og hovednavnet, og Boehners favorit, Kevin McCarthy meldte sig ud af kampen. Hvilket efterfølgende alligevel fik Ryan ind i valget, som han vandt med 236 af stemmerne.